# Polanco Norte
Polanco Norte ist eine Ortschaft in Uruguay.

## Geographie
Sie befindet sich auf dem Gebiet des Departamento Lavalleja in dessen Sektor 5 etwa 40 Kilometer westlich von Colón. Nördlich Polanco Nortes liegt die Cuchilla Polanco, während sich östlich die Cuchilla Cerro Partido erstreckt. Hier befinden sich unter anderem der Cerro de Fuentes, der Cerro de los Bueyes oder der Cerro Cuatro Cerros.

## Infrastruktur
Durch den Ort verläuft die Ruta 40. Im näheren Umfeld von Polanco Norte befinden sich mit der Escuela No.52 und der Escuela No.65 zwei Schulen.

## Einwohner
Die Einwohnerzahl Polanco Nortes beträgt 87 (Stand: 2011), davon 49 männliche und 38 weibliche.
| Jahr | Einwohner |
| ---- | --------- |
| 1963 | 186       |
| 1975 | 167       |
| 1985 | 67        |
| 1996 | 133       |
| 2004 | 93        |
| 2011 | 87        |

Quelle: Instituto Nacional de Estadística de Uruguay